# Mexikó az 1992. évi téli olimpiai játékokon
Mexikó a franciaországi Albertville-ben megrendezett 1992. évi téli olimpiai játékok egyik részt vevő nemzete volt. Az országot az olimpián 4 sportágban 20 sportoló képviselte, akik érmet nem szereztek.

## Alpesisí
Férfi
| Versenyző                 | Versenyszám            | 1. futam      | 1. futam      | 2. futam      | 2. futam      | Összesítés    | Összesítés    |
| Versenyző                 | Versenyszám            | Idő           | Hely.         | Idő           | Hely.         | Idő           | Helyezés      |
| ------------------------- | ---------------------- | ------------- | ------------- | ------------- | ------------- | ------------- | ------------- |
| Eduardo Ampudia           | Óriás-műlesiklás       | 1:23,07       | 84.*          | 1:24,53       | 75.           | 2:47,60       | 72.           |
| Eduardo Ampudia           | Szuperóriás-műlesiklás |               |               |               |               | 1:36,86       | 87.           |
| Jorge Eduardo Ballesteros | Műlesiklás             | 1:03,85       | 56.           | nem ért célba | nem ért célba | kiesett       | kiesett       |
| Jorge Eduardo Ballesteros | Óriás-műlesiklás       | nem ért célba | nem ért célba | kiesett       | kiesett       | kiesett       | kiesett       |
| Íñigo Domenech            | Szuperóriás-műlesiklás |               |               |               |               | 1:35,29       | 85.           |
| Juan-Carlos Elizondo      | Műlesiklás             | 1:27,91       | 73.           | 1:13,88       | 52.           | 2:41,79       | 54.           |
| Hubertus von Hohenlohe    | Lesiklás               |               |               |               |               | 2:02,98       | 38.           |
| Hubertus von Hohenlohe    | Szuperóriás-műlesiklás |               |               |               |               | 1:24,79       | 70.           |
| Carlos Mier y Terán       | Műlesiklás             | 1:04,50       | 57.           | nem ért célba | nem ért célba | kiesett       | kiesett       |
| Carlos Mier y Terán       | Óriás-műlesiklás       | 1:22,24       | 80.           | 1:22,49       | 67.           | 2:44,73       | 65.           |
| Carlos Mier y Terán       | Szuperóriás-műlesiklás |               |               |               |               | nem ért célba | nem ért célba |
| German Sánchez            | Műlesiklás             | nem ért célba | nem ért célba | kiesett       | kiesett       | kiesett       | kiesett       |
| German Sánchez            | Óriás-műlesiklás       | 1:27,29       | 94.           | 1:29,42       | 79.           | 2:56,71       | 79.           |

| Versenyző              | Versenyszám | Lesiklás | Lesiklás | Lesiklás | Műlesiklás | Műlesiklás | Műlesiklás | Műlesiklás | Műlesiklás | Műlesiklás | Műlesiklás | Összesítés | Összesítés |
| Versenyző              | Versenyszám | Lesiklás | Lesiklás | Lesiklás | 1. futam   | 1. futam   | 2. futam   | 2. futam   | Össz.      | Össz.      | Össz.      | Összesítés | Összesítés |
| Versenyző              | Versenyszám | Idő      | Pont     | Hely.    | Idő        | Hely.      | Idő        | Hely.      | Idő        | Pont       | Hely.      | Pont       | Helyezés   |
| ---------------------- | ----------- | -------- | -------- | -------- | ---------- | ---------- | ---------- | ---------- | ---------- | ---------- | ---------- | ---------- | ---------- |
| Hubertus von Hohenlohe | Összetett   | 1:55,95  | 111,92   | 48.      | 1:03,45    | 36.        | 1:03,68    | 36.        | 2:07,13    | 147,18     | 35.        | 259,10     | 36.        |

Női
| Versenyző          | Versenyszám      | 1. futam | 1. futam | 2. futam | 2. futam | Összesítés | Összesítés |
| Versenyző          | Versenyszám      | Idő      | Hely.    | Idő      | Hely.    | Idő        | Helyezés   |
| ------------------ | ---------------- | -------- | -------- | -------- | -------- | ---------- | ---------- |
| Veronica Ampudia   | Műlesiklás       | 1:16,45  | 49.      | 1:08,40  | 42.      | 2:24,85    | 42.        |
| Veronica Ampudia   | Óriás-műlesiklás | 1:38,05  | 54.      | 1:37,20  | 44.      | 3:15,25    | 44.        |
| Chus Cortina       | Műlesiklás       | 1:08,52  | 43.      | 58,61    | 35.      | 2:07,13    | 36.        |
| Chus Cortina       | Óriás-műlesiklás | 1:23,68  | 46.      | 1:23,36  | 35.      | 2:47,04    | 36.        |
| Sammantha Teuscher | Műlesiklás       | 1:11,04  | 48.      | 1:03,83  | 40.      | 2:14,87    | 40.        |
| Sammantha Teuscher | Óriás-műlesiklás | 1:30,18  | 51.      | 1:32,50  | 42.      | 3:02,68    | 41.        |

* - egy másik versenyzővel azonos eredményt ért el

## Bob
| Versenyző                                                          | Versenyszám | 1. futam | 1. futam | 2. futam | 2. futam | 3. futam | 3. futam | 4. futam | 4. futam | Összesítés | Összesítés |
| Versenyző                                                          | Versenyszám | Idő      | Hely.    | Idő      | Hely.    | Idő      | Hely.    | Idő      | Hely.    | Idő        | Helyezés   |
| ------------------------------------------------------------------ | ----------- | -------- | -------- | -------- | -------- | -------- | -------- | -------- | -------- | ---------- | ---------- |
| Roberto Tamés Miquel Elizondo                                      | Kettes      | 1:03,46  | 42.      | 1:03,88  | 42.*     | 1:03,42  | 38.      | 1:03,46  | 39.*     | 4:14,22    | 41.        |
| Jorge Tamés Carlos Casar                                           | Kettes      | 1:03,42  | 41.      | 1:03,77  | 41.      | 1:03,66  | 40.      | 1:03,78  | 42.      | 4:14,63    | 42.        |
| Luis Adrián Tamés Ricardo Rodríguez Francisco Negrete Carlos Casar | Négyes      | 1:00,97  | 30.      | 1:01,36  | 30.      | 1:01,30  | 28.      | 1:01,51  | 28.      | 4:05,14    | 28.        |

* - egy másik csapattal azonos eredményt ért el

## Műkorcsolya
| Versenyző            | Versenyszám  | Rövid program     | Rövid program | Rövid program | Kűr               | Kűr     | Kűr         | Összesítés         | Összesítés |
| Versenyző            | Versenyszám  | Több. hely. száma | Hely.         | Hely. pont.   | Több. hely. száma | Hely.   | Hely. pont. | Helyezési pontszám | Helyezés   |
| -------------------- | ------------ | ----------------- | ------------- | ------------- | ----------------- | ------- | ----------- | ------------------ | ---------- |
| Riccardo Olavarrieta | Férfi egyéni | 9×30+             | 30.           | 15,0          | kiesett           | kiesett | kiesett     | kiesett            | kiesett    |
| Mayda Navarro        | Női egyéni   | 9×29+             | 29.           | 14,5          | kiesett           | kiesett | kiesett     | kiesett            | kiesett    |

## Sífutás
Férfi
| Versenyző       | Versenyszám         | Eredmény  | Helyezés |
| --------------- | ------------------- | --------- | -------- |
| Roberto Alvárez | 10 km               | 40:28,5   | 105.     |
| Roberto Alvárez | 15 km üldözőverseny | 1:07:38,2 | 94.      |
| Roberto Alvárez | 30 km               | 2:01:28,1 | 81.      |
| Roberto Alvárez | 50 km               | 3:09:04,7 | 67.      |